# Clovis (Califórnia)
Clovis é uma cidade localizada no Estado americano da Califórnia, no Condado de Fresno. Foi incorporada em 27 de fevereiro de 1912.

## Geografia
De acordo com o United States Census Bureau, a cidade tem uma área de 60,3 km², onde todos os 60,3 km² estão cobertos por terra.

### Localidades na vizinhança
O diagrama seguinte representa as localidades num raio de 24 km ao redor de Clovis. 
Cidade natal do ator,cantor e escritor Chris Colfer

## Demografia

### Censo 2010
Segundo o censo nacional de 2010, a sua população é de 95 631 habitantes e sua densidade populacional é de 1 586,05 hab/km². Possui 35 306 residências, que resulta em uma densidade de 585,56 residências/km².

### Censo 2000
De acordo com o censo nacional de 2000, a densidade populacional era de 1544,1/km² (4000,2/mi²) entre os 68.468, habitantes, distribuídos da seguinte forma: 
- 75,82% caucasianos
- 1,90% afro-americanos
- 1,50% nativo americanos
- 6,49% asiáticos
- 0,16% nativos de ilhas do Oceano Pacífico
- 9,50% outros
- 4,64% mestiços
- 20,27% latinos

Existiam 17.675 famílias na cidade, e a quantidade média de pessoas por residência era de 2,79 pessoas.